# Begraafplaats van Denderwindeke
De Begraafplaats van Denderwindeke is een gemeentelijke begraafplaats in het Belgische dorp Denderwindeke. Ze ligt op 650 m van de Sint-Pieterskerk in het dorpscentrum. De straat waar de begraafplaats zich bevindt heet Neuringen maar deze straat wordt vaak in de volksmond De kerkhofstraat genoemd.

## Ontruiming
Oorspronkelijk was het plan om graven tot in 1990 te ontruimen. Deze beslissing was bij heel wat families in slechte aarde gevallen waardoor Guy D'Haeseleer een voorstel indiende om de ontruiming te beperken tot 1980. Echter heeft het stadsbestuur toch gekozen om te ontruiming te beperken tot graven van voor 1975.

## Brits oorlogsgraf
Op de begraafplaats ligt het graf van Britse Joseph Fail. Hij sneuvelde op 17 mei 1940. Zijn graf wordt onderhouden door de Commonwealth War Graves Commission en is daar geregistreerd onder Denderwindeke Communal Cemetery .